# Шиловка (Краснодарский край)
Ши́ловка — хутор в Ейском районе Краснодарского края.
Входит в состав Ясенского сельского поселения.

## География
Состоит из четырёх улиц: Озерная, Шоссейная, Полевая, Шиловская и переулка Морского.
Хутор расположен на берегу Азовского моря, в 40 км к югу от города Ейска, в 4 км от станицы Ясенская.
Береговая линия представлена глиняным обрывом с одной стороны и песчаными пляжами с другой стороны, которые переходят в Ханские озера. Пляжи шириной до 5 метров, представлены преимущественно ракушечником и песком. Температура воды летом в озёрах достигает 30-35 градусов. Содержание минеральных веществ в воде озёр очень велико. Озёра в непосредственной близости от поселка являются пересыхающими. В старину это был источник соли для населения. Глубина моря достигает 1−1,5 метров.

### Полезные ископаемые
В непосредственной близости от поселения имеются месторождения природного газа. В последнее время в прилегающих окрестностях ведутся активные геологоразведочные работы.

## История
В хуторе сохранилось здание рыбных цехов. В районе этих цехов и береговой лини в направлении п. Ясенской Переправы имеются остатки старого поселка, который был разрушен (по свидетельствам старожилов) в 1948 году большой волной (цунами).

## Население
| 2002 | 2010 |
| ---- | ---- |
| 160  | ↘108 |

## Социальная сфера
В хуторе расположен ФАП (фельдшеско-акушерский пункт), магазин. В советское время здесь был клуб, но в данный момент он не действует, но здание сохранилось. До 2005 года в хуторе располагался детский оздоровительный лагерь «Чайка». В настоящее время он не действует. В хутор проведен газ, имеется собственная артезианская скважина и водопровод. Ближайшая школа находится в ст. Ясенской либо в п. Ясенская Переправа.

## Транспорт
До ближайшей станции железной дороги 40 км (г. Ейск). Сообщение с остальными населенными пунктами края осуществляется посредством автобусных рейсов через г. Ейск.